# 추기경

추기경의 문장. 상단의 갈레로와 가운데의 방패, 그 사이에 있는 십자가, 그리고 양 옆의 술과 맨 밑의 사목 표어로 구성되어 있다. 갈레로는 주교가 교구를 방문할 때 전통적으로 쓰고 다녔던 모자로, 주교의 사목 책임을 표현한다. 붉은 갈레로와 그 아래 술 5단은 추기경임을 암시한다. 방패 아래 쪽의 띠에는 사목 표어가 라틴어로 새겨진다. 첨부파일의 방패는 공백이지만 여기에는 추기경 개인의 문장을 새기게 되어 있다.

추기경(樞機卿, 라틴어: Cardinalis)은 교황 다음의 권위와 명예를 누리는 가톨릭의 고위 성직자를 가리키는 말이다. 로마 가톨릭교회에서 정식 칭호는 거룩한 로마 교회(로마교구)의 추기경(De Sanctae Romanae Ecclesiae cardinalibus)이다. 종종 ‘교회의 왕자’로 비유되어 전하(殿下, Eminentia)라는 존칭으로 불린다.
추기경을 뜻하는 라틴어 cardinalis는 '경첩' ‘주요 인사’ 내지는 ‘우두머리’를 뜻하는 라틴어 cardo에서 유래한 말로 9세기 초에 처음 등장한다. 한자로 번역된 추기경(樞機卿)에서 추기(樞機)라는 말은 중추(中樞)가 되는 기관(機關)을 말하며, 경(卿)은 높은 벼슬에 대한 경칭이다.

## 역사
오늘날 교황 선출은 추기경들이 담당하지만, 원래는 다른 주교들의 경우와 마찬가지로 로마 교구 성직자와 신자들에 의해 선출되었다. 그러나 세월이 흐르면서 교황의 권위가 점차 커짐에 따라 4세기부터 외부 세력이 교황 선거에 개입하기 시작했다. 특히 중세기 동안 동로마 제국이나 신성 로마 제국의 황제들은 선출된 교황을 승인하고 해임할 수 있는 권한을 갖고 있었다. 그러나 이러한 속권의 간섭에서 벗어나고자 교권은 끊임없이 투쟁을 벌였고, 마침내 1059년 교황 니콜라오 2세에 의해 교황 선출 권한을 추기경에 국한하는 데 성공했다.
이후 추기경의 권위는 점차 높아졌으며 12세기부터는 로마 교구를 포함한 주교좌 성당에 속한 성직자들도 추기경으로 임명되었고, 14세기에는 총대주교보다 상위의 권위를 갖게 되었다. 중세 후기부터 근대 초기에 이르기까지 추기경들은 본래의 종교적인 업무 외에도 문화와 정치, 군사 등 다양한 분야에서 활동하였다. 심지어 어떤 추기경들은 세속 정부의 요직을 겸하기도 하였다. 그 예로 헨리 8세 치세의 잉글랜드 왕국에서 총리직을 맡았던 토머스 울지와 프랑스의 재상으로 사실상 당시의 실권자였던 리슐리외를 들 수 있다. 특히 리슐리외는 오늘날까지 뛰어난 정치가로 평가받는다. 그리고 뒤를 이은 쥘 마자랭 역시 뛰어난 정치적 수완으로 ‘정치의 명 연기자’라 불리며, 리슐리외의 정치를 계승하여 프랑스의 절대 왕권을 확립하는 데 크게 이바지했다.
13세기 초만 해도 추기경은 불과 7명밖에 없었지만, 16세기에 들어서면서 급속히 규모가 커져서 교황 식스토 5세는 추기경의 수를 주교급 추기경 6명, 사제급 추기경 50명, 부제급 추기경 14명, 합해 70명으로 제한하였다. 20세기에 이르기까지 이 규정은 지켜졌다가, 교황 요한 23세가 이 규정을 폐지하고 인원 수를 보다 크게 늘렸다. 교황 바오로 6세는 여든 살 이하의 추기경만이 교황 선거권을 가질 수 있도록 하고, 그 인원수는 120명까지로 제한하였다. 하지만 교황 요한 바오로 2세 치세에는 추기경의 수가 규정된 인원 수를 넘어섰던 적도 있었다. 역사상 3번째로 가장 오래 재위하기도 했던 요한 바오로 2세는 정력적으로 추기경을 임명했는데, 2003년 10월 21일, 생애 마지막이 되는 추기경 서임 미사를 올림으로써 당시 추기경단의 인원 수는 194명, 그 중 여든 살 이하로 교황 선거권을 가진 추기경은 135명이 되었다. 
2025년 7월 23일 현재 추기경수는 249명이며, 교황 선거권을 가진 추기경은 130명이다.

## 추기경 계급
교회법 제350조에 따라 추기경단은 주교급 추기경, 사제급 추기경, 부제급 추기경으로 구별된다.

### 주교급 추기경
주교급 추기경(主敎級 樞機卿)은 추기경단 최고위 위계이자 칭호로, 그 아래에 사제급 추기경과 부제급 추기경이 있다.
원래 주교급 추기경은 로마 교구를 보좌하는 인근 교구의 주교들에게만 부여한 칭호였으며, 과거에는 7개였으나 오늘날에는 오스티아 교구가 빠져 6개로 줄어들었다. 1965년 교황 바오로 6세는 교서를 통해 동방 가톨릭교회의 총대주교들도 주교급 추기경에 포함했다. 라틴 전례의 리스본 총대주교와 베네치아 총대주교 및 라틴 예루살렘 총대주교도 존재하나, 이들은 실질적으로 관구장급 대주교이므로 사제급추기경으로 임명된다 
주교급 추기경은 1917년까지, 추기경단 가운데 유일하게 성직품이 주교 이상이어야만 오를 수 있는 직책이었다. 이전에는 주교가 아닌 사제급 추기경이나 부제급 추기경이 주교급 추기경에 오를 때는 반드시 먼저 주교 서품을 받아야 했지만, 1962년 이후 사제급과 부제급 추기경들도 주교 서품을 받는 것이 필수 조건이 되어 모든 추기경들은 주교품을 받도록 권고된다.
19세기 말까지 사제급 추기경으로 오래 근무하면 자동으로 주교급에 오르는 것이 관례였지만 오늘날에는 추기경단 가운데 교황이 선정하여 주교급 추기경에 임명한다. 동방 전례의 총대주교들을 제외하면, 새로 추기경에 서임받는 사람 가운데 갑자기 주교급의 칭호를 받는 사람은 없다.
주교급 라틴 예법 출신 추기경들 중에서 추기경단 수석 추기경을 선출하여 교황의 승인을 받는데, 그는 이미 지닌 로마 인근 교구장 명의 직함에 더해 오스티아 교구장을  명의를 겸직한다.

### 사제급 추기경
사제급 추기경(司祭級 樞機卿)은 추기경단의 세 위계 가운데 가장 인원수가 많으며, 명의상일 뿐이긴 하나 주교급 추기경보다는 아래이며 부제급 추기경보다는 윗급이다.
사제급 추기경은 전세계 교구장인 주교나 대주교가 추기경에  임명시 부여받으며 교황청 국무원장서리대주교가 추기경임명시 부여받으며  부제급추기경에 임명되어 10년이상 봉직한 이도 사제급으로 승격될 수 있다. 
근대까지 사제급 추기경은 문자 그대로 사제 출신의 추기경이라는 의미였다. 그러나 본래는 ‘주요 사제’라는 의미로, 로마 안 주요 성당의  사제들 가운데 교황의 보필자로 선택받는 이들이 바로 사제급 추기경의 유래이다. 이들 사제와 로마 주변 교구의 주교들, 로마 안 주요 성당의 부제들이 하나로 뭉쳐 교황의 최측근 자문기관으로서의 성격을 띤 최초의 추기경단을 형성하게 된다.
본래 교황 선출 권한은 추기경들만의 것이 아니었다. 초기 교황들은 성 베드로에서 유래하는 사도적 계승을 유지하기 위한 목적으로 로마에 거주하는 사제들 가운데 선택받았다. 로마 주교이기도 한 교황이 되려면 우선 주교로 서품받아야 하는데, 이는 전통적으로 오스티아 주교 직함을 가진 주교급 추기경의 담당이었다. 세월이 흐르면서 애초 로마 교구 소속 성직자와 주변 교구의 주교만이 가질 수 있었던 추기경의 자격은 서방 교회의 모든 주교좌 성당에 속한 성직자들이 지니게 되었다.
2세기 이래 오늘날에 이르기까지 추기경들은 모두 전통에 따라 각자 로마 안에 있는 작은 성당을 소유하고 있지만, 바오로 6세 이후 위임받은 성당의 관할권을 해제시켜 순수하게 명의상이 되었다.
로마 제국 시대부터 르네상스에 이르기까지 추기경단은 규모가 작아 추기경이 지니는 명의성당보다 실제 추기경의 수가 훨씬 적었다. 16세기에 들어서면서 교권의 신장과 함께 추기경이 교황청의 귀족에 해당하는 성향을 띠게 되면서 규모가 급격하게 커졌다. 이러한 상황을 우려한 교황 식스토 5세는 1587년에 추기경단의 인원수를 70명으로 제한했다. 이 관례는 1958년까지 지켜졌다.
교황 요한 23세는 추기경단의 대대적인 개혁을 단행했다. 우선 국제화 시대에 걸맞게 70명의 제한을 철폐하고 수를 급격히 늘렸으며, 추기경에게 주어지는 명의성당의 목록을 재편성했다. 이 과업은 바오로 6세를 거쳐 요한 바오로 2세에까지 인계되어 현재 로마교구에 있는 334채의 성당 가운데 150채만이 명의성당으로 지정되어 있다.
사제급 추기경 가운데 가장 오래 근무한 추기경은 추기경단의 수석 사제로 불리며 일찍이 콘클라베에서 특별한 소임을 하는 전통이 있었지만, 80살을 넘은 사람이 많은 이유로 80살 이상의 추기경은 참가 자격이 없는 오늘날의 콘클라베에서는 그런 소임을 하지 않은지 오래됐다.

### 부제급 추기경
부제급 추기경(副祭級 樞機卿)은 추기경단의 위계 내에서 주교급 추기경과 사제급 추기경보다 아래로, 제일 낮은 위계이다. 본래 로마 교구에서 일하는 부제들 가운데 교황의 보조로 일하는 사람들에게만 주어졌던 칭호였다.
1918년 이전까지는 성직자가 아닌 평신도도 추기경단에 참여하는 것이 가능했다.   추기경단 가운데 평신도에게 열린 유일한 자리가 부제급 추기경이었다. 그 당시엔 사제급 추기경이 되려면 사제여야만 했으며, 주교급 추기경이 되려면 주교여야만 했다.
그러나 1918년 이후부터 부제급을 포함한 추기경 전원이 사제 서품을 받아야 했고, 1962년 이후에는 주교 서품을 받아야만 했다. 그런 연유로 추기경에 서임된 사제도 주교품을 먼저 받아야 한다. 하지만 극히 드물게 이따금 고령이라는 것을 이유로 주교 서품을 면제받는 일도 있다. 따라서 주교가 아니고 사제인 추기경도 존재한다.
1587년, 교황 식스토 5세는 칙령을 반포하여 추기경단의 인원수를 70명으로 제한하였고, 이 규정은 1958년까지 준수하였다. 거기서 규정한 부제급 추기경의 인원수는 14명이었지만, 실제로는 그보다 많아져 가고 있었다. 현재 로마의 명의성당 가운데 부제급 추기경의 명의로 지정된 것은 50채 이상이지만, 실제 부제급 추기경 수는 30명 정도이다.
부제급 추기경에게는 10년 이상 근무하면 사제급 추기경으로 승격할 수 있는 특권이 주어져 왔다. 부제급에서 사제급에 오른 추기경들은 추기경 임명시 호명된 순서로 사제급 추기경이 된다. 일례로, 사제급 추기경에게 맞는 명의성당을 새로 부여받든가, 혹은 부제급 추기경 시절의 명의성당을 사제급 추기경의 명의본당으로 ,또 사제급시절 성당을 주교급성당으로  승격시키는 일이 이루어졌다.

## 인 펙토레 및 비밀 추기경
그 밖에도 교황은 비밀 추기경 또는 인 펙토레 추기경을 서임할 수 있다.

### 비밀 추기경
비밀 추기경은 마르티노 5세가 사용한 방식으로, 인 펙토레 추기경 서임의 시초다. 비밀 추기경은 교황뿐만 아니라 다른 추기경들에게도 알려진다는 점에서만 인 펙토레 추기경과 차이가 있다.

### 인 펙토레 추기경
인 펙토레(In pectore, 가슴에 담고)는 추기경을 임명하면서 교황 혼자만이 아는 흔치않은 관행으로 바오로 3세 치세 때부터 생겨났다. 교황은 고위 성직자를 추기경으로 지명하지만 간혹 교황청과 껄끄러운 관계에 놓여있거나 탄압이 있는 지역은 정치적 박해를 받을 수도 있기 때문에 성직자가 누구인지 밝히지 않고 익명의 추기경을 비공개로 임명한다. 이 이름은 교황이 직접 공개하거나 발표를 지시하기 전까지는 비밀에 부쳐지게 된다. 또한, 교황은 자신이 선종한 후 유언장을 통해 인 펙토레로 추기경에 서임한 사람의 이름을 알릴 수도 있다. 그전까지는 다른 추기경들은 물론 당사자조차 그 같은 사실을 몰라 추기경 전용 복장을 받지도 못하고, 추기경회의에 참석할 수도 없다. 인 펙토레로 추기경이 된 당사자는 교황이 유언으로 인 펙토리 추기경이 누구인지 밝혀지게되면 자동적으로 추기경이 된다. 그러나 교황이 인 펙토레 추기경의 정체를 밝히지 않은 채 선종하면 그의 추기경직은 정지된다.
요한 바오로 2세는 그의 치세에 네 명의 인 펙토레 추기경을 임명했으며, 그 가운데 세 명의 이름은 나중에 알려졌다.

## 의무
추기경에게는 추기경단으로 알려진 특수한 집합체를 구성하여 교황이 소집하는 추기경회의에 참석하여 교황의 최측근으로서 그를 단체적으로 보필해야 하는 의무가 있다. 또한, 지역교회 교구장 주교직을 수행 중인 추기경은 교황명에 의해 교구장 주교직을 떠나서 로마 교황청 행정기구의 장관 혹은 의장직을 맡을 수도 있다.(이 경우 사제급추기경직을 그대로 유지된다.)반대로 교황청 고위직을 맞았던 추기경이 지역교회 교구장주교로 발령받을 수도 있다(이 경우 장관직 부제급추기경은 교구장주교직 사제급추기경으로 승격되어 발령된다.)
추기경의 가장  주요한 임무는 교황의 유고 시 콘클라베에서 뒤를 이을 새로운 교황의 선출을 맡아 관리하는 것이다. 교황이 선종하고 새로운 후계자가 선출되어 등극할 때까지는 추기경단이 교황을 대리하여 전체 교회를 담당한다. 신분상 지위는 종신직이기는 하나, 75세이상이면 주교직(교구장) 및 교황청고위직에서 은퇴를 신청하게 되며 여든 살이 되면 법률상 자동으로 교황 선거권을 상실한다.
추기경직은 모두 거룩한 로마교회(로마교구)에 속하므로 바티칸 시국의 시민권을 가지며, 설령 로마 교구 이외의 교구에 속해 있다 하더라도 추기경으로 임명받는 즉시 교황으로부터 로마 시내에 있는 명의본당 하나를 부여받는다. 또한, 교황청에서 일하는 추기경들은 반드시 로마에 상주해야 한다. 추기경은 교황과 마찬가지로 세계 어디서나 교구장의 허가 없이도 고해성사를 줄 수 있다. 국제 관례상으로는 귀빈급의 의전을 한국을 포함하여 세계 대부분의 국가로부터 받게 되며, 특히 유럽 지역의 가톨릭계 국가들로부터는 관례적으로 국가 원수 다음 급의 의전을 받는다.

## 의상과 서임 절차

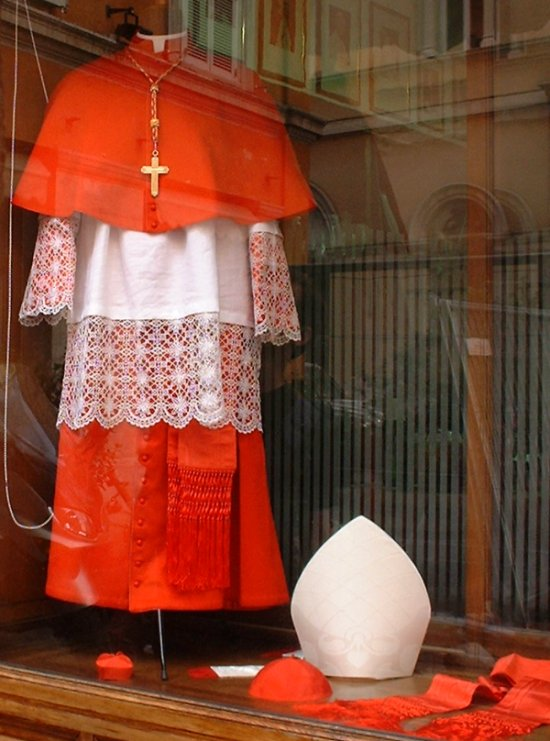
추기경의 가대복: 왼쪽의 것은 붉은 수단과 중백의, 붉은 모제타와 가슴 십자가. 오른쪽의 것은 주케토와 하얀 주교관.

추기경의 정식 복장은 수단과 모제타, 주케토 그리고 비레타이다. 붉은색 수단 위에 중백의를 입고 또 그 위에는 방한용으로 수단과 같은 붉은색의 작은 두건이 달린 어깨 망토인 모제타를 두른다. 추기경의 복식이 붉은색으로 통일된 것은 고귀한 품위를 표상하며, 신앙의 현양을 위해서, 또 신도들의 평화와 안녕을 위해서 그리고 교회와 교황을 위해서는 순교자의 피도 흘리겠다는 각오를 상징한다. 추기경의 일상 제복은 붉은색 가두리 장식과 붉은색 단추가 달린 검은색 수단과 허리에 매는 붉은색 파시아이다. 때때로 추기경들은 페라이올로라는 간소한 주홍색 망토를 어깨 위에 걸치기도 한다.
전통적으로 교황이 신임 추기경들을 임명하는 서임 미사에서는 갈레로라고 하는 챙이 넓은 붉은 모자를 머리 위에 씌워주는 절차가 있었다. 그리고 자신에게 위임된 주교좌 성당에 갈레로를 걸어 전시하였으며, 선종 시 그의 무덤 위에 올려놓았다. 오늘날에는 붉은색 비레타로 대체하였기 때문에 더는 사용하지 않지만, 여전히 추기경 문장에 넣어 사용하고 있다.
추기경의 선발은 교황의 자유롭고 고유한 권한에 속한다. 추기경 서임은 교황의 명시적 의사 표시 외에 다른 것이 필요하지 않으며, 미리 다른 추기경들의 자문이나 동의를 받을 필요도 없다. 추기경에 승격되는 이들은 적어도 사제품을 받았고, 학식과 품행과 신심과 현명한 업무 처리 역량이 특출한 남자들 가운데에서 교황이 자유로이 선발한다. 아직 주교가 아닌 이들이 추기경으로 서임될 경우 먼저 주교품을 받아야 한다(고령으로 주교품 수품 사양한 사제는 예외이다.).
새로 임명된 추기경에 대한 서임미사는 성 베드로 대성전에서 교황이 직접 주례하는데, 순서는 다음과 같다.
먼저 교황이 말씀 전례 후 새 추기경의 이름을 한 사람씩 부르며 추기경 서임장을 낭독한다. 그러면 새 추기경들의 대표가 교황에게 감사의 인사를 하고, 이어 예식은 교황의 본 기도, 독서, 화답송, 복음환호송, 교황의 강론으로 진행된다. 교황의 강론이 끝나면 새 추기경들은 신앙 고백과 교회에 대한 충성 서약과 순명 선서를 한다. 이어 새 추기경들이 차례대로 교황 앞으로 나아가 무릎을 꿇으면 교황은 그들에게 일일이 붉은색 주케토와 비레타를 차례로 머리 위에 씌워 주고 포옹한다. 그다음 새 추기경은 자신의 새 직무와 로마 안에 있는 본인의 명의성당이 적힌 두루마리를 받는다.
다음날 새 추기경들은 교황과 함께 성 베드로 대성전에서 미사를 공동 집전하게 된다. 이 공동 집전 미사 때 새 추기경들은 교황으로부터 추기경 반지를 받는다. 그리고 다음날에 각자 로마에 있는 자신의 명의성당에서 미사를 집전하게 된다.

## 추기경 임기와 보직
추기경의 임기는 종신이다.
단 겸직하는 교구장 주교직이나 교황청 고위 보직 등은 만 75세가 되면 교황에게 사임을 신청하여야 한다. 그리고 만 80세에 이르면 교황 선출권을 상실한다.(추기경의  기본  임무는 교황선출이므로 사실상  권한 사실로 보아야 한다)

## 같이 보기
- 로마 가톨릭교회의 교계제도
- 추기경 목록